# Marder
Marder (njemački za kunu) je njemačko borbeno vozilo pješaštva koje je u službi njemačke vojske od 1970-ih pa sve do danas. Oko 2100 Mardera je ušlo u službu njemačke vojske od ranih 1970-ih, ali niti jedno vozilo nije prodano izvan njemačke službe. Nakon što je njemačka vlada povukla iz službe starija vozila, čileanska vlada je dogovorila za kupnju 200 Mardera. Za Mardere su bili zainterisirani i Grci (planirali kupiti 500 vozila), ali plan je napušten 2007. godine kada su odabrali BMP-3 za svoje novo vozilo. Argentina rabi svoju vlasitu pojednostavljenu verziju Mardena, nazvanu VTCP, kojeg proizvodi TAMSE. Nasljednik Mardera je Puma (BVP). 